# 陳南宏
陳南宏（1982年—），台灣中生代編劇與製作人，2018年在客家電視台擔任客家劇場－《台北歌手》時代劇電影製作人，在第53屆金鐘獎中憑藉該劇以11項入圍、5項獲獎成為該屆大贏家。2021年在客家電視台擔任客家尋味劇場－《女孩上場》偶像劇編劇與製作人獲得好評，同年在第56屆金鐘獎中榮獲『戲劇節目編劇獎』殊榮。2025年在公視台語台、華視擔任《成功路上》迷你喜劇編劇與製作人職務。

## 影劇作品

### 戲劇作品
| 年份   | 播放平台      | 戲劇名稱                   | 職位   | 職位   | 類型     | 附註                                                      |
| 年份   | 播放平台      | 戲劇名稱                   | 編劇家 | 製作人 | 類型     | 附註                                                      |
| ------ | ------------- | -------------------------- | ------ | ------ | -------- | --------------------------------------------------------- |
| 2011年 | 客家電視台    | 阿戇妹                     | 是     | 否     | 長篇戲劇 | 與楊景翔、張綺恩共同撰寫                                  |
| 2016年 | 公視          | 公視人生劇展－失業陣線聯盟 | 否     | 是     | 電視電影 | 與王繹強共同製作                                          |
| 2018年 | 客家電視台    | 台北歌手                   | 否     | 是     | 長篇戲劇 | 與高君亭共同製作                                          |
| 2019年 | 公視          | 我們與惡的距離             | 否     | 是     | 長篇戲劇 | 個人製作                                                  |
| 2019年 | 客家電視台    | 日據時代的十種生存法則     | 是     | 是     | 長篇戲劇 | 與徐凱嘉、吳岱芸、吳宗叡、林宏杰共同撰寫 與高君亭共同製作 |
| 2019年 | 公視          | 公視人生劇展－不死三振     | 是     | 是     | 電視電影 | 與薛朝輝、吳宗叡共同撰寫 個人製作                         |
| 2021年 | 客家電視台    | 女孩上場                   | 是     | 是     | 長篇戲劇 | 與張逸寧、吳宗叡、吳岱芸共同撰寫 個人製作                 |
| 2022年 | LiTV 線上影視 | 姊妹們，上                 | 是     | 是     | 長篇戲劇 | 與鄭耀宗、林志儒、施虹如、黃建銘共同撰寫 個人製作         |
| 2023年 | 三立都會台    | 親愛壞蛋                   | 否     | 是     | 短篇戲劇 | 與戴天易、鄭博元、陳慧郁共同製作                          |
| 2024年 | 客家電視台    | 女孩上場2                  | 是     | 是     | 長篇戲劇 | 與張逸寧、吳宗叡、吳岱芸共同撰寫 個人製作                 |
| 2024年 | ViuTV         | 島嶼協奏曲                 | 否     | 是     | 長篇戲劇 | 個人製作                                                  |
| 2025年 | 公視台語台    | 成功路上                   | 是     | 是     | 短篇戲劇 | 與丁道祥共同撰寫 個人製作                                 |
| 2026年 | 客家電視台    | 都市開基祖                 | 否     | 是     | 長篇戲劇 |                                                           |

### 電影作品
| 年份   | 播放平台 | 電影名稱       | 職位   | 職位   | 類型     | 附註                      |
| 年份   | 播放平台 | 電影名稱       | 編劇家 | 製作人 | 類型     | 附註                      |
| ------ | -------- | -------------- | ------ | ------ | -------- | ------------------------- |
| 2016年 | 影展放映 | 愛在世界末日   | 否     | 是     | 短篇電影 | 與連奕琦、林昱伶共同製作  |
| 2016年 | 影展放映 | 層層摺起的寂寞 | 否     | 是     | 短篇電影 | 與黃皓傑共同製作          |
| 2016年 | 影展放映 | 此後           | 否     | 是     | 長篇電影 | 個人製作                  |
| 2017年 | 電影院   | 白蟻-慾望謎網  | 否     | 是     | 長篇電影 | 與賴孟秀共同製作          |
| 2018年 | 電影院   | 最後一次溫柔   | 是     | 是     | 長篇電影 | 與吳宗叡共同撰寫 個人製作 |
| 2018年 | 電影院   | 山的那一邊     | 否     | 是     | 長篇電影 | 個人製作                  |
| 2019年 | 影展放映 | 鑰匙           | 否     | 是     | 短篇電影 | 個人製作                  |
| 2022年 | 電影院   | 嗨！神獸       | 否     | 是     | 長篇電影 | 與王佩嫻共同製作          |
| 2022年 | 電影院   | 天字第二號     | 是     | 是     | 長篇電影 | 與吳宗叡共同撰寫 個人製作 |

## 獎項紀錄
| 年份   | 頒獎典禮     | 獎項                       | 作品                   | 結果 |
| ------ | ------------ | -------------------------- | ---------------------- | ---- |
| 2012年 | 第47屆金鐘獎 | 戲劇節目編劇獎             | 阿戇妹                 | 提名 |
| 2019年 | 第54屆金鐘獎 | 戲劇節目編劇獎             | 日據時代的十種生存法則 | 提名 |
| 2019年 | 第54屆金鐘獎 | 迷你劇集（電視電影）編劇獎 | 最後一次溫柔           | 提名 |
| 2021年 | 第56屆金鐘獎 | 戲劇節目編劇獎             | 女孩上場               | 獲獎 |

## 外部連結
- 陳南宏 - MovieCool 華文影劇數據平台| 電影、連續劇、影人
- 陳南宏 - 台灣電影網 Taiwan Cinema